# 高村乡 (平武县)
高村乡，是中华人民共和国四川省绵阳市平武县下辖的一个乡镇级行政单位。

## 行政区划
高村乡下辖以下地区：
场镇社区、五一村、五三村、民主村、福寿村、代坝村、青坪村、大兴村、光一村和光二村。